# Serie A 2012-2013 (calcio a 5 femminile)
La Serie A 2012-2013 è stata la 2ª edizione del campionato di Serie A e la 20ª manifestazione nazionale che assegnasse il titolo di campione d'Italia. La stagione regolare ha preso avvio il 7 ottobre 2012 per concludersi il 24 marzo 2013, prolungandosi fino al 26 maggio con la disputa delle partite di spareggio. Per ogni girone sono qualificate ai play-off scudetto le società classificatesi dal 1º al 4º posto al termine della stagione regolare. Retrocedono nei campionati regionali complessivamente 9 squadre: per ogni girone, le società classificate agli ultimi due posti e le perdenti dei play-out disputati tra nona e decima classificata.

## Girone A

### Partecipanti
Preso atto della rinuncia di Cagliari, Flaminia e Jesina, il consiglio direttivo della Divisione ha deliberato il ripescaggio della Rosa Futsal Bresso a completamento d'organico. La società lombarda durante l'estate è entrata a far parte della Polisportiva Circolo Giovanile, adeguando di conseguenza la propria denominazione in "PCG Futsal Bresso"

### Classifica[4]
|  | Pos. | Squadra           | Pt | G  | V  | N | P  | GF  | GS  | DR  |
|  | ---- | ----------------- | -- | -- | -- | - | -- | --- | --- | --- |
|  | 1.   | Sinnai            | 55 | 22 | 18 | 1 | 3  | 134 | 48  | +86 |
|  | 2.   | Lupe              | 48 | 22 | 16 | 0 | 6  | 75  | 41  | +34 |
|  | 3.   | Breganze          | 46 | 22 | 14 | 4 | 4  | 86  | 48  | +38 |
|  | 4.   | Portos            | 45 | 22 | 15 | 1 | 6  | 74  | 41  | +33 |
|  | 5.   | Sporteam Vicenza  | 43 | 22 | 12 | 7 | 3  | 96  | 65  | +31 |
|  | 6.   | Isolotto          | 43 | 22 | 13 | 4 | 5  | 80  | +54 | +26 |
|  | 7.   | Kick Off          | 25 | 22 | 7  | 4 | 11 | 67  | 74  | -7  |
|  | 8.   | Real Lions Ancona | 19 | 22 | 6  | 1 | 15 | 57  | 85  | -28 |
|  | 9.   | Casalgrandese     | 18 | 22 | 4  | 6 | 12 | 47  | 89  | -42 |
|  | 10.  | Mojito Torino     | 13 | 22 | 3  | 4 | 15 | 47  | 85  | -38 |
|  | 11.  | Areasport Verona  | 12 | 22 | 4  | 1 | 17 | 34  | 93  | -59 |
|  | 12.  | PCG Bresso        | 9  | 22 | 2  | 3 | 17 | 38  | 112 | -74 |

### Verdetti
- Breganze e Real Lions Ancona non iscritti al campionato di Serie A 2013-14; Areasport Verona retrocesso ma successivamente ripescato a completamento d'organico.
- PCG Bresso e, dopo i play-out, Casalgrandese retrocessi nei campionati regionali[7]

## Girone B

### Partecipanti
Dopo sei anni si interrompe la collaborazione tra Futsal Ciampino e Virtus Roma: il titolo sportivo rimane alla società capitolina, ritornata a chiamarsi semplicemente "Virtus Roma" mentre gli aeroportuali ripartono dalla serie D provinciale. Il neopromosso Gruppo Montemurro cede il titolo sportivo all'Atletico Ardea. In seguito all'accordo con la Ternana, il TSC Preci ha assunto la denominazione "Futsal Ternana". Modifiche della denominazione anche per la neopromossa Truffarelli, divenuta Perugia Calcio a 5.

### Classifica[4]
|  | Pos. | Squadra         | Pt | G  | V  | N | P  | GF  | GS  | DR   |
|  | ---- | --------------- | -- | -- | -- | - | -- | --- | --- | ---- |
|  | 1.   | AZ Gold         | 60 | 22 | 19 | 3 | 0  | 137 | 32  | +105 |
|  | 2.   | Montesilvano    | 45 | 22 | 14 | 3 | 5  | 88  | 31  | +57  |
|  | 3.   | Ternana         | 45 | 22 | 14 | 3 | 5  | 78  | 42  | +36  |
|  | 4.   | Virtus Roma     | 42 | 22 | 12 | 6 | 4  | 88  | 47  | +41  |
|  | 5.   | Lazio Femminile | 39 | 22 | 13 | 5 | 4  | 98  | 40  | +58  |
|  | 6.   | Napoli          | 30 | 22 | 9  | 3 | 10 | 66  | 69  | -3   |
|  | 7.   | Focus Foggia    | 28 | 22 | 8  | 4 | 10 | 73  | 77  | -4   |
|  | 8.   | Atletico Ardea  | 27 | 22 | 8  | 3 | 11 | 55  | 72  | -17  |
|  | 9.   | Ceprano         | 26 | 22 | 8  | 2 | 12 | 57  | 67  | -10  |
|  | 10.  | Perugia         | 19 | 22 | 6  | 1 | 15 | 55  | 121 | -66  |
|  | 11.  | Pescara         | 10 | 22 | 4  | 1 | 17 | 51  | 105 | -54  |
|  | 12.  | Real Sorrento   | 0  | 22 | 0  | 0 | 22 | 42  | 185 | -143 |

### Verdetti
- AZ Gold Woman campione d'Italia 2012-2013.
- Atletico Ardea non iscritto al campionato di Serie A 2013-14; Perugia retrocesso dopo i play-out ma successivamente ripescato a completamento d'organico.
- Città di Pescara e Real Sorrento retrocessi nei campionati regionali[7].

## Girone C
Il consiglio direttivo della Divisione ha deliberato il ripescaggio di Five Molfetta e Parrocchia Ganzirri a completamento d'organico.

### Classifica[12]
|  | Pos. | Squadra        | Pt | G  | V  | N | P  | GF  | GS  | DR   |
|  | ---- | -------------- | -- | -- | -- | - | -- | --- | --- | ---- |
|  | 1.   | Real Statte    | 59 | 22 | 21 | 0 | 1  | 163 | 22  | +141 |
|  | 2.   | Pro Reggina    | 58 | 22 | 19 | 1 | 2  | 144 | 34  | +110 |
|  | 3.   | Salandra       | 57 | 22 | 19 | 0 | 3  | 136 | 46  | +90  |
|  | 4.   | Jordan Aufugum | 34 | 22 | 10 | 4 | 8  | 94  | 96  | -2   |
|  | 5.   | CUS Palermo    | 33 | 22 | 10 | 3 | 9  | 85  | 67  | +17  |
|  | 6.   | Five Molfetta  | 31 | 22 | 10 | 1 | 11 | 64  | 81  | -17  |
|  | 7.   | Ganzirri       | 27 | 22 | 8  | 3 | 11 | 52  | 86  | -34  |
|  | 8.   | Sporting Locri | 26 | 22 | 8  | 2 | 12 | 72  | 89  | -17  |
|  | 9.   | Vittoria       | 25 | 22 | 8  | 1 | 13 | 60  | 79  | -19  |
|  | 10.  | Martina        | 16 | 22 | 4  | 4 | 14 | 64  | 88  | -24  |
|  | 11.  | Giovinazzo     | 14 | 22 | 4  | 3 | 15 | 34  | 81  | -47  |
|  | 12.  | CUS Potenza    | 0  | 22 | 0  | 0 | 22 | 29  | 227 | -198 |

### Verdetti
- Parrocchia Ganzirri non iscritto al campionato di Serie A 2013-14; CUS Potenza retrocesso dopo i play-out ma successivamente ripescato a completamento d'organico.
- Giovinazzo e, dopo i play-out, Martina retrocessi nei campionati regionali[7].

## Play-off
Ottavi, quarti e semifinali prevedono incontri a eliminazione diretta con gare di andata e ritorno, questi ultimi disputati in casa delle squadre meglio classificate al termine della stagione regolare. Al termine degli incontri sono dichiarate vincenti le squadre, che nelle due partite, hanno ottenuto il maggior punteggio ovvero a parità di punteggio la squadra che avrà realizzato il maggior numero di reti. Qualora al termine della seconda gara le due squadre risultino in una condizione di complessiva parità, indipendentemente dalle reti segnate in casa o in trasferta, si giocano due tempi supplementari di cinque minuti ciascuno. Qualora anche al termine di questi permanesse la parità, sono previsti i tiri di rigore.

### Ottavi di finale
Agli ottavi prendono parte le squadre giunte al secondo, terzo e quarto posto dei tre gironi, eccetto la migliore seconda che è qualificata direttamente ai quarti di finale. Gli incontri di andata si sono disputati il 7 aprile, quelli di ritorno il 13 e il 14 aprile 2013 a campi invertiti.
| Squadra 1      | Totale | Squadra 2 | Andata | Ritorno |
| -------------- | ------ | --------- | ------ | ------- |
| Virtus Roma    | 2 - 3  | Salandra  | 1 - 0  | 1 - 3   |
| Portos         | 3 - 7  | Ternana   | 1 - 4  | 2 - 3   |
| Jordan Aufugum | 3 - 18 | Breganze  | 2 - 7  | 1 - 11  |
| Montesilvano   | 5 - 2  | Lupe      | 1 - 1  | 4 - 1   |

### Quarti di finale
Gli incontri di andata si sono disputati il 21 aprile, quelli di ritorno il 27 e il 28 aprile 2013 a campi invertiti.
| Squadra 1    | Totale | Squadra 2   | Andata | Ritorno     |
| ------------ | ------ | ----------- | ------ | ----------- |
| Salandra     | 2 - 5  | Sinnai      | 1 - 2  | 1 - 3       |
| Breganze     | 3 - 17 | AZ Gold     | 1 - 13 | 2 - 4       |
| Ternana      | 3 - 4  | Real Statte | 2 - 2  | 1 - 2 (dts) |
| Montesilvano | 10 - 8 | Pro Reggina | 4 - 8  | 6 - 0       |

### Semifinali
Gli incontri di andata si sono disputati il 5 maggio, quelli di ritorno il 12 maggio 2013 a campi invertiti. Gli accoppiamenti delle semifinali sono stati determinati tramite sorteggio effettuato in data 4 aprile 2013.
| Squadra 1    | Totale | Squadra 2   | Andata | Ritorno     |
| ------------ | ------ | ----------- | ------ | ----------- |
| Sinnai       | 8 - 10 | AZ Gold     | 3 - 6  | 5 - 4 (dts) |
| Montesilvano | 4 - 5  | Real Statte | 1 - 0  | 3 - 5 (dts) |

### Finale
La finale si disputa al meglio delle tre gare: la prima si effettua in casa della squadra peggio classificata al termine della stagione regolare, la seconda e l'eventuale terza in casa della squadra meglio classificata. È dichiarata campione d'Italia la squadra che nelle due
partite di andata e ritorno avrà ottenuto il maggior numero di punti. In caso di parità di punti tra le due squadre al termine delle due gare, indipendentemente dalla differenza reti, si disputa una terza gara di spareggio. Al termine di questa, sarà dichiarata vincente la squadra che ottiene il maggior punteggio. In caso di parità al termine della eventuale terza gara si giocano due tempi supplementari di 5 minuti ciascuno e, qualora siano necessari, i tiri di rigore.

#### Gara 1
| Arbitri: | Chiara Perona (Biella) Daniele Meles (Ancona) |
| Crono:   | Arrigo D'Alessandro (Bernalda)                |

|                                                       |           |                                                                                        |
| D'Ippolito 8'36’ Dalla Villa 13'20’ Convertino 29'44’ | Marcatori | 1'34’ Pastorini 3'31’, 36’, 38'06’ Blanco 5'35'’ Gayardo 26'08'’, 29'27’, 31'42’ Reyes |

#### Gara 2
| Arbitri: | Emanuela Rea (Roma 1) Simonetta Romanello (Padova) |
| Crono:   | Daniele Intoppa (Roma 2)                           |

|                                                  |           |  |
| Gayardo 2'46’ Marranghello 34'45'’ Reyes 35'55'’ | Marcatori |  |

## Play-out
Gli incontri sono disputati con gare di andata e ritorno, quest'ultimo effettuato in casa dell'undicesima classificata. Al termine degli incontri è dichiarata vincente la squadra che nelle due partite ottiene il maggior punteggio ovvero a parità di punteggio la squadra che
avrà realizzato il maggior numero di reti. Qualora al termine della seconda gara le due squadre risultino in una condizione di complessiva parità, indipendentemente dalle reti segnate in casa o in trasferta, si giocano due tempi supplementari di cinque minuti ciascuno. Qualora anche al termine di questi permanesse la parità, è considerata vincente la nona classificata. Le gare di andata si sono disputate il 7 aprile, quelle di ritorno il 14 aprile 2013 a campi invertiti.
| Squadra 1     | Totale | Squadra 2     | Andata | Ritorno |
| ------------- | ------ | ------------- | ------ | ------- |
| Mojito Torino | 7 - 5  | Casalgrandese | 4 - 2  | 3 - 3   |
| Perugia       | 3 - 8  | Ceprano       | 2 - 2  | 1 - 6   |
| Martina       | 3 - 4  | Vittoria      | 0 - 1  | 3 - 3   |

## Coppa Italia
La fase finale della Coppa Italia femminile si è svolta tra il PalaRoma di Montesilvano e il Palasport Giovanni Paolo II di Pescara dal 1 al 3 marzo 2013, in contemporanea con la disputa degli incontri dei trofei maschili riservate alle formazioni di Serie A e Under-21.
|  | Quarti di finale | Quarti di finale | Quarti di finale |             |                 | Semifinali      | Semifinali | Semifinali |  |  | Finale | Finale | Finale |  |
|  |                  |                  |                  |             |                 |                 |            |            |  |  |        |        |        |  |
|  | 1A               | Lupe             | 3                |             |                 |                 |            |            |  |  |        |        |        |  |
|  | 1A               | Lupe             | 3                |             |                 |                 |            |            |  |  |        |        |        |  |
|  | 2B               | Lazio Femminile  | 6                |             |                 |                 |            |            |  |  |        |        |        |  |
|  | 2B               | Lazio Femminile  | 6                |             | Lazio Femminile | Lazio Femminile | 1          |            |  |  |        |        |        |  |
|  |                  |                  |                  |             | Lazio Femminile | Lazio Femminile | 1          |            |  |  |        |        |        |  |
|  |                  |                  | Sinnai           | Sinnai      | 5               |                 |            |            |  |  |        |        |        |  |
|  | 2C               | Salandra         | Sinnai           | Sinnai      | 5               | 0               |            |            |  |  |        |        |        |  |
|  | 2C               | Salandra         |                  |             |                 |                 |            |            |  |  |        |        |        |  |
|  | 2A               | Sinnai           | 4                |             |                 |                 |            |            |  |  |        |        |        |  |
|  | 2A               | Sinnai           | 4                |             | Sinnai          | Sinnai          | 3          |            |  |  |        |        |        |  |
|  |                  |                  |                  |             |                 |                 |            |            |  |  |        |        |        |  |
|  |                  |                  | Real Statte      | Real Statte | 2               |                 |            |            |  |  |        |        |        |  |
|  | 1C               | Real Statte      | Real Statte      | Real Statte | 2               | 5               |            |            |  |  |        |        |        |  |
|  | 1C               | Real Statte      |                  |             |                 |                 |            |            |  |  |        |        |        |  |
|  | 3A               | Sporteam Vicenza | 0                |             |                 |                 |            |            |  |  |        |        |        |  |
|  | 3A               | Sporteam Vicenza | 0                |             | Real Statte     | Real Statte     | 3          |            |  |  |        |        |        |  |
|  |                  |                  |                  |             | Real Statte     | Real Statte     | 3          |            |  |  |        |        |        |  |
|  |                  |                  | AZ Gold          | AZ Gold     | 2               |                 |            |            |  |  |        |        |        |  |
|  | 1B               | AZ Gold          | AZ Gold          | AZ Gold     | 2               | 6               |            |            |  |  |        |        |        |  |
|  | 1B               | AZ Gold          |                  |             |                 |                 |            |            |  |  |        |        |        |  |
|  | 3C               | Pro Reggina      | 0                |             |                 |                 |            |            |  |  |        |        |        |  |

## Supercoppa italiana
La 8ª edizione della Supercoppa italiana ha opposto le campionesse d'Italia della Pro Reggina e le detentrici della Coppa Italia del Kick Off.
| Arbitri: | Francesca Muccardo (Roma 2) Chiara Perona (Biella) |
| Crono:   | Antonio Annunziato Belsito (Lamezia Terme)         |

|                                                               |           |  |
| Romeo 1'29'’ Presto 14'41'’, 18'51'’, 30'28'’ Siclari 27'34'’ | Marcatori |  |